# ربيقوم
ربيقوم هي مدينة بابلية قديمة تعود إلى الألف الثاني قبل الميلاد، تقع بالقرب من مدينة الرمادي في محافظة الأنبار في العراق ويحتمل أنها كانت على الضفة الشرقية لنهر الفرات إلا أن بقاياها لم يعثر عليها حتى الآن. أول إشارة لها كانت في سجلات سين إيدينام ملك لارسا في القرن الثامن عشر قبل الميلاد، كما ذكرت في سجلات مملكة ماري. المدينة كانت مستقلة لكن تم احتلالها من قبل حمورابي في حوالي سنة 1782 ق م. بقيت تحت سيطرة بابل إلا أنها أخذت فيما بعد من قبل أداد نيراري الأول ملك آشور. أجريت بعض الإستكشافات في الفلوجة والرمادي أشارت بأن المدينة تقع بالقرب منهما.